# Indigo Magiste
Indigo Magiste is een bijfiguur uit de stripreeks van De Rode Ridder sinds album 208. In dit album wordt ze door ridder Johan van de brandstapel gered. Samen vormen ze sinds dit album een koppel dat een aantal avonturen meemaakt. Verder is ze de dochter van de heer Magist Magiste, de blinde alchimist van Toledo. Haar blauwe haar heeft ze te danken aan een misgelopen experiment dat tevens haar vader blind maakte; sindsdien is ze zijn gezichtsvermogen. Hierom wordt ze ook de Blauwe Heks genoemd.